# 고렌스카 통계 지방

고렌스카 통계 지방의 위치

고렌스카 통계 지방(슬로베니아어: Gorenjska statistična regija)은 슬로베니아 북서부에 위치한 통계 지방으로 최대 도시는 크란이며 면적은 2,137km2, 인구는 203,929명(2015년 기준), 인구 밀도는 95명/km2이다.
이탈리아, 오스트리아와 국경을 접하며 18개 지방 자치체가 이 지방에 속한다. 지방의 경제는 서비스업이 58.9%, 공업이 39%, 농업이 2.1%를 차지한다.

## 지방 자치체
- 블레트
- 보힌
- 체르클레나고렌스켐
- 고레냐바스폴랴네
- 고레
- 예세니체
- 예제르스코
- 크란
- 크란스카고라
- 나클로
- 프레드보르
- 라도블리차
- 셴추르
- 슈코피아로카
- 트르지치
- 젤레즈니키
- 지리
- 지로브니차